# Герб Вільяндімаа
Герб Вільяндімаа (ест. Viljandimaa vapp) разом із прапором є офіційним символом Вільяндімаа, одного з повітів Естонії.
Прийнято 5 лютого 1937 року, перезатверджено 26 серпня 1996 року.

## Опис герба
У синьому полі срібний орел із золотими лапами та дзьобом, який у правій лапі тримає срібний меч із золотим руків’ям; на грудях орла — зелений щиток із трьома золотими колосками.

## Значення
Орел із мечем символізує отриману в боротьбі свободу. Зелений щиток із колосками означає південний аграрний регіон Муглімаа. 